# Charles Webster Leadbeater
Charles Webster Leadbeater (Londres, Inglaterra, 16 de fevereiro de 1847 — Perth, Austrália, 1º de março de 1934), foi sacerdote da Igreja Anglicana e Bispo da Igreja Católica Liberal, escritor, orador, maçom e uma das mais influentes personalidades da Sociedade Teosófica.

## Vida
Ainda menino foi levado para o Brasil por seu pai, acompanhado de seu então irmão Gerald, que lá falecera. Seu pai era empreiteiro de obras de estradas de ferro  e realizava viagens a trabalho. As informações sobre sua vida não se encontram reunidas, mas espalhados em muitas fontes, incluindo as Biografias de Krishnamurti, escritas por Pupul Jayakar e Mary Luytens.
Ao voltar do Brasil à Inglaterra ingressou na Universidade de Oxford, sendo obrigado a deixar a instituição quando o banco onde sua família depositava os recursos financeiros faliu. Como mérito em seus estudos teológicos, recebeu no ano de 1878 as Ordens Sacras de Sacerdote Anglicano pelo Bispo de Winchester, exercendo suas funções na Igreja de Bramshott, Hampshire. Seu tio, por linha materna, era o proeminente clérigo anglicano William Wolfe Capes.

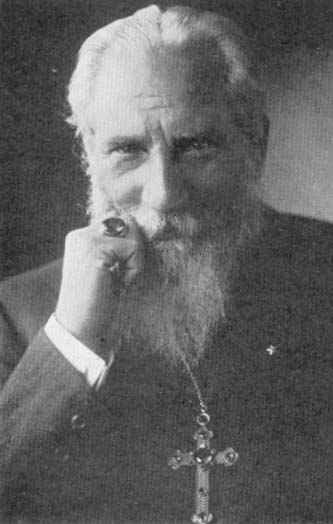
Charles Webster Leadbeater.

Continuou no ofício religioso Anglicano até 1883, quando entrou em contato com os ensinamentos da Teosofia, como expostos por Helena Blavatsky. Abandonou o sacerdócio anglicano para tornar-se um teosofista, seguindo com Blavatsky para a Índia, onde teria recebido uma carta do Mestre K. H. aceitando-o como discípulo. Tomou os votos Budistas ao viver por anos no Ceilão. Viveu por muito tempo na sede da Sociedade Teosófica na Índia, onde, segundo afirmou, desenvolveria poderes psíquicos, notadamente a clarividência. Na Sociedade Teosófica foi grande orador, proferindo palestras por todo o mundo, e também ativo colaborador da segunda presidente internacional deste movimento, Annie Besant, com a qual editou em conjunto vários livros de pesquisas.
Retornando a Londres, foi iniciado na Maçonaria Mista da Obediência Maçônica Le Droit Humain, onde atingiu o 33º grau.
Em 1906, Leadbeater foi acusado de pederastia por um de seus alunos, Hubert van Hook, à época com 24 anos de idade. Peter Michel, em sua biografia sobre Charles Leadbeater, afirma que essas acusações tinham origens suspeitas naqueles que ele considerava inimigos pessoais de Leadbeater: Alexander Fullerton, Herbert Burrows, G.R.S. Mead, Katherine Tingley e Hilda Martyn. Para evitar um escândalo dentro da Sociedade Teosófica, Leadbeater dela desligou-se nesse mesmo ano, embora tenha dado continuidade ao seu trabalho como clarividente e escritor.
Entretanto, no final de 1908, os membros da Sociedade Teosófica votaram a favor da readmissão de Leadbeater. Ele aceitou a decisão da comunidade teosófica e retornou a Adyar em 1909. Lá descobriu o jovem Jiddu Krishnamurti, para o qual previu uma existência como um mestre espiritual. Leadbeater advogava que Krishnamurti era o veículo escolhido para a vinda do "Mestre Mundial" ou "Instrutor do Mundo" que os teosofistas estavam aguardando há muito tempo. O novo mestre seria, assim como Buda, Zoroastro, Moisés, Cristo e Maomé, o criador e o divulgador de uma nova religião que iria mudar os destinos da humanidade. Após dois anos, em 1911, foi fundada a Ordem Internacional da Estrela do Oriente, tendo Krishnamurti como chefe, com o objetivo de reunir aqueles que acreditavam nesse acontecimento, preparar a opinião pública para seu aparecimento e angariar recursos por meio de doações.
Leadbeater passou ainda algum tempo na Índia supervisionando a preparação de Krishnamurti até decidir-se ir para a Austrália em 1915, onde passou a residir em Sydney e lá entrou em contato com James Ingall Wedgwood.
Em 1916, juntamente com Wedgwood, participou da reformulação da Igreja Velho Católica da Holanda, que resultou na fundação da Igreja Católica Liberal (ICL), para a qual Wedgwood foi o primeiro Bispo Presidente. Leadbeater foi Bispo Presidente da ICL de 1923 até o ano de sua morte em 1934.

## Crítica
Em seu livro O Babuíno de Madame Blavatsky, Peter Washington disseca as vidas de personalidades místicas, incluindo a de Charles Leadbeater. O autor expõe acusações contra Leadbeater, como escândalos advindos da educação sexual que ministrava a jovens de quem era tutor, como Krishnamuti, misoginia e as falhas verificadas de sua "clarividência", entre outras.  Todavia, outros clarividentes como Geoffrey Hodson defenderam consistentemente Leadbeater destas acusações, como no trabalho C. W. Leadbeater: A Great Occultist, de 1965, onde Hodson afirma ter confirmado inúmeras pesquisas de Leadbeater, e que as acusações contra ele não possuiam fundamento. Gregory Tillet em sua tese de mestrado em jornalismo focada em Leadbeater, posteriormente publicada como o livro The Elder Brother, alencou acusações acerca de seu relacionamento com crianças sob sua tutela, que foram investigadas pela polícia australiana com depoimentos dos pais e seus filhos, as quais foram descartadas, inocentando-o e não resultando em prisão ou processo.

## Obras
Leadbeater é o autor de uma grande coletânea de livros e artigos da literatura teosófica e esotérica, considerados célebres pelos teosofistas e estudiosos do ocultismo, principalmente advindos de suas investigações clarividentes, com destaque para:

### Em português

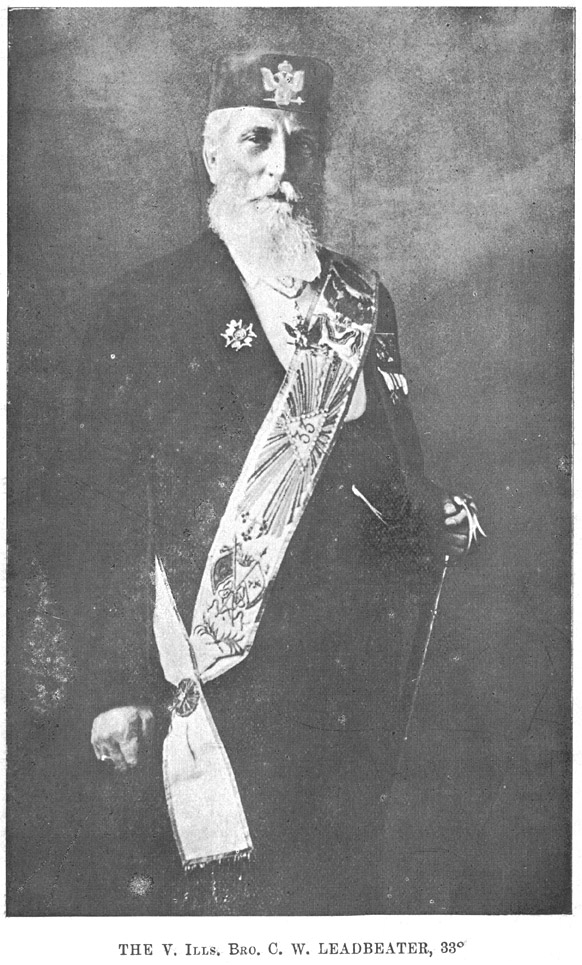
Charles Leadbeater como mestre maçom do 33º grau da Maçonaria Mista da Obediência Maçônica Le Droit Humain.

- Compendio de Theosophia, tradução de Fernando Pessoa, coleção 'Theosophica e Esoterica'. Lisboa: Livraria Clássica Editora, 1915.
- Auxiliares Invisiveis, tradução de Fernando Pessoa, coleção 'Theosophica e Esoterica'. Lisboa: Livraria Clássica Editora, 1916.
- A Clarividencia, tradução de Fernando Pessoa, coleção 'Theosophica e Esoterica'. Lisboa: Livraria Clássica Editora, 1916.
- A Vida Oculta na Maçonaria, São Paulo, Editora Pensamento.
- Os Chakras, São Paulo, Editora Pensamento.
- Os Chakras, Limeira, São Paulo, Editora do Conhecimento.

Considerado pela comunidade teosófica como um dos mais famosos livros sobre a descrição dos centros energéticos invisíveis do corpo humano.
- As Vidas de Alcyone, Limeira, São Paulo, Editora do Conhecimento.

Investigação sobre as trinta últimas vidas de Krishnamurti, tendo como co-autora Annie Besant.
- O Devachan ou o Mundo Celeste

Uma descrição do que os cristãos chamam de Céu.
- O Homem Visível e Invisível, São Paulo, Editora Pensamento.
- O Homem Visível e Invisível, Limeira, São Paulo, Editora do Conhecimento.

Onde descreve em detalhes, segundo os seus dons clarividentes,  a formação e coloração do corpo astral, corpo mental e outros corpos espirituais do ser humano.
- Formas de Pensamento, São Paulo, Editora Pensamento.
- Formas de Pensamento, Limeira, São Paulo, Editora do Conhecimento.

Este livro (Thought-Forms no original em inglês) foi reconhecido por Wassily Kandinsky em seu manifesto O Espiritual na Arte como um dos precursores do surgimento do modo não-representacional das artes plásticas: o abstracionismo.
- Os Mestres e a Senda

Grande painel descritivo da Senda espiritual ou caminho de santidade, com trechos apresentando os mestres de sabedoria que supervisionam o progresso dos postulantes ao Adeptado e velam pela humanidade.
- Química Oculta

Em colaboração com Annie Besant, investigou por meio da clarividência a estrutura das subpartículas da matéria.  O pioneirismo desta pesquisa gerou uma série de reconhecimentos científicos, como em Extra-Sensory Perception of Quarks. TPH, 1980, PHILLIPS. S.M., Ph.D, Evidence of a Yogic Siddhi - Anima: Remote Viewing of Subatomic Particles. TPH,1996, PHILLIPS, S.M. Ph.D., ESP of Quarks and Superstrings, New Delhi, New Age International, 1999. ARNIKAR, H. J., Ph.D., Essentials of Occult Chemistry and Modern Science. TPH, 2000. SRINIVASAN, M., Ph.D., Introduction to Occult Chemistry, The Amazing Phenomenon of ExtraSensory Perception of Nuclear Structure and Subatomic Particles. TPH, 2002.
- O Homem: donde e como veio e para onde vai?

Publicado em 1913, onde investigou, sob uma perspecitiva teosófica, a formação do Sistema Solar, a evolução dos espíritos por entre os planetas atuais e os já extintos; o sistema de rondas e raças no atual planeta Terra. Neste livro, Leadbeater faz uma série de previsões sobre o futuro próximo da humanidade e o surgimento de um nova civilização a partir de uma comunidade que seria formada nos Estados Unidos aproximadamente seis séculos após a compilação deste livro.
- A Ciência dos Sacramentos (tradução livre de: The Science of the Sacraments)

Descreve as investigações de Leadbeater sobre o lado interno dos cultos cristãos, e fundamenta a liturgia da Igreja Católica Liberal.
- A Gnose Cristã

Publicado postumamente em 1984, cinqüenta anos após a sua morte, descreve os fundamentos da teologia da Igreja Católica Liberal.
- Manual de Teosofia

Neste livro o autor apresenta em linguagem simples, bem acessível, certos ensinos fundamentais da Teosofia.
- Auxiliares Invisíveis, São Paulo, Editora Pensamento.

Os auxiliares invisíveis, como o autor chama aos Espíritos fora do corpo somático, se fazem sempre presentes, acudindo a uns e a outros de maneira diversa.
- Os Sonhos

Descrição do fenômeno onírico e suas causas
- A Clarividência, Limeira, São Paulo, Editora do Conhecimento

Análise da percepção visual suprassensorial

### Artigos
- A Atitude do Estudante, 1911-1912
- A Mônada, 1913
- Vegetarianismo e Ocultismo, 1913
- Os Mestres de Sabedoria, 1918
- A Mãe do Mundo como Símbolo e como Fato, 1928
- Nossa relação com as crianças
- O Festival dos Anjos

### Em inglês
- Reincarnation (1898)
- Thought Forms (1901)
- Man Visible And Invisible (1902)
- The Inner Life (1911)

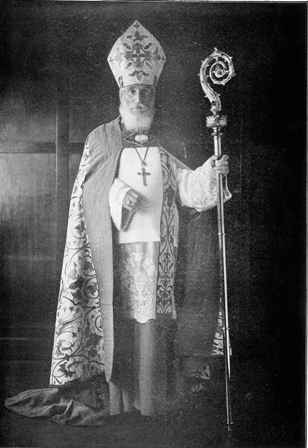
Charles Leadbeater como bispo da Igreja Católica LIberal; Sydney, Austrália, 1925

- Man: Whence, How and Whither (1913)
- Occult Chemistry (1919)
- The Inner Side Of Christian Festivals (1920)
- The Science of the Sacraments (1920)
- The Masters And The Path (1925)
- Glimpses of Masonic History (1926)
- The Hidden Life in Freemasonry (1926)
- The Chakras (1927)
- Ancient Mystic Rites
- The Astral Plane
- The Beginnings of the Sixth Root Race
- The Christian Creed
- Clairvoyance
- Creating Character
- The Devachanic Plane
- Dreams
- The Hidden Side of Lodge Meetings
- The Hidden Side of Things
- How Theosophy came to me
- Invisible Helpers
- The Law of Sacrifice
- The Life After Death
- Light on the Path
- The Monad
- The Occult History of Java
- The Other Side of Death
- Our Relation to Children
- An Outline of Theosophy
- Perfume of Egypt and Other Weird Stories
- The Perfume of Egypt
- The Power and Use of Thougt
- The Smaller Buddhist Catechism
- Soul's Growth Through Reincarnation (vol. I-X)
- Spiritualism and Theosophy
- Starlight
- Talks on At the Feet of the Master
- Talks on the Path of Occultism (vol. I-III)
- A Textbook of Theosophy
- The Theosophist Attitude
- To Those Who Mourn
- Vegetarianism and Occultism
- The World Mother as Symbol and Fact